# Fontaine-l’Étalon
Fontaine-l’Étalon – miejscowość i gmina we Francji, w regionie Hauts-de-France, w departamencie Pas-de-Calais.
Według danych na rok 1990 gminę zamieszkiwały 124 osoby, a gęstość zaludnienia wynosiła 31 osób/km² (wśród 1549 gmin regionu Nord-Pas-de-Calais Fontaine-l’Étalon plasuje się na 1078. miejscu pod względem liczby ludności, natomiast pod względem powierzchni na miejscu 762.).